# Rallus obsoletus
Il rallo di Ridgway (Rallus obsoletus Ridgway, 1874) è un uccello della famiglia dei Rallidi, diffuso nel sud degli Stati Uniti e in Messico.

## Descrizione
Questo rallide misura 35–40 cm di lunghezza e ha un peso compreso tra 160 e 350 g. I maschi sono leggermente più grandi delle femmine.

## Biologia
Si nutre principalmente di molluschi, artropodi, vermi e piccoli pesci.

## Distribuzione e habitat
Questa specie è diffusa negli Stati Uniti sud-occidentali e in Messico.
Popola le paludi salmastre aperte alle maree.

## Tassonomia
Sono note le seguenti sottospecie:
- Rallus obsoletus obsoletus Ridgway, 1874
- Rallus obsoletus levipes Bangs, 1899
- Rallus obsoletus yumanensis Dickey, 1923
- Rallus obsoletus beldingi Ridgway, 1882